# Derbyshire Dales
Derbyshire Dales ist ein District in der Grafschaft Derbyshire in England. Der größte Teil liegt im Peak-District-Nationalpark, die Bevölkerung lebt hauptsächlich entlang des Flusses Derwent. Verwaltungssitz ist die Stadt Matlock; weitere bedeutende Orte sind Ashbourne, Bakewell, Baslow, Darley Dale, Eyam, Hathersage, Tideswell  und Wirksworth.
Der Bezirk wurde am 1. April 1974 gebildet und entstand aus der Fusion der Urban Districts Ashbourne, Bakewell, Matlock und Wirksworth sowie der Rural Districts Ashbourne und Bakewell. Die Bezeichnung lautete zunächst West Derbyshire, wurde später aber in Derbyshire Dales geändert.